# Roland West
Roland West, né le 20 février 1885 à Cleveland (Ohio) et mort à Santa Monica (Californie) le 31 mars 1952, est un réalisateur américain.

## Biographie
Roland West fut marié aux actrices Lola Lane et Jewel Carmen et eut une grande histoire avec Thelma Todd.

## Filmographie
- 1916 : Lost Souls
- 1916 : A Woman's Honor
- 1917 : The Siren
- 1918 : L'Irresponsable (De Luxe Annie)
- 1921 : The Silver Lining (en) de Roland West
- 1921 : Le Douzième Juré (Nobody)
- 1923 : The Unknown Purple
- 1924 : Driftwood
- 1925 : Le Monstre (The Monster)
- 1926 : L'Oiseau de nuit (The Bat)
- 1927 : Colombe (The Dove)
- 1929 : Alibi
- 1930 : The Bat Whispers
- 1931 : Corsair